# Marie-Pierre Fontaine
Pour les articles homonymes, voir Fontaine.
Marie-Pierre Fontaine, né le 7 février 1712 à Rouen et mort le 31 août 1775, est un poète français.

## Biographie
L’abbé Fontaine a publié, en 1730, à titre anonyme, un recueil de pièces anacréontiques, intitulé Muse normande ; il a traduit en vers des odes d’Horace, d’Anacréon et de Pindare.
Membre de l’Académie de Rouen, il fit imprimer, en 1719, un poème intitulé : Amélie dans lequel il personnifie cette Académie, {Rouen, Nic. Besongne, in-8°) et, en 1750, plusieurs petits poèmes, parmi lesquels on distingue une épitre sur le gout.
Haillet de Couronne a fait son éloge le 16 août 1776 (Hist. de l’Académie de Rouen, t. IV, et l’abbé Cochet lui a consacré une notice dans la Revue de Rouen, 1848, p. 39-43.

## Pour approfondir